# Ibatia venturii
Ibatia venturii är en oleanderväxtart som först beskrevs av Gustaf Oskar Andersson Malme, och fick sitt nu gällande namn av Morillo. Ibatia venturii ingår i släktet Ibatia och familjen oleanderväxter. Inga underarter finns listade i Catalogue of Life.